# 다시는 놓지 않으련다
다시는 놓지 않으련다는 한국에서 제작된 양인은 감독의 1963년 영화이다. 김진규 등이 주연으로 출연하였고 정병준 등이 제작에 참여하였다.

## 출연

### 주연
- 김진규
- 문정숙
- 이빈화
- 장동휘

## 제작진
- 원작자: 송태주
- 조명: 노희성
- 미술: 홍성칠